# Pilana
Pilana je gospodarski pogon koji obrađuje trupce koji su uglavnom isporučeni od šumarstva. Proizvodi uglavnom daske, letve, grede, građu itd. 
Pilana se sastoji od:

1° mjesta za istovar trupaca

2° pilanskog postrojenja
 
3° mjesta za skladištenje rezane građe

U postrojenju se nalaze strojevi za razrezivanje trupaca.
Najvažniji strojevi u pilani su: 

Brenta...koja pili trupce, najčešće u daske, tavalone i grede;

Transporteri...koji prenose ispiljenu robu od brente do štucera;

Štucer...koji reže daske i ostalu robu na željenu dužinu (najčešće 3 i 4 metra);

Amerikaner...služi za okrajivanje dasaka po dužini.